# 柯柯牙街道
柯柯牙街道，是中华人民共和国新疆维吾尔自治区阿克苏地区阿克苏市下辖的一个街道办事处。

## 行政区划
柯柯牙街道下辖以下地区：
柯柯牙社区、红旗坡社区和库木巴扎社区。